# Carrie Lam
Carrie Lam Cheng Yuet-ngor, mest känd som endast Carrie Lam, född 13 maj 1957 i Wan Chai i Brittiska Hongkong, var Hongkongs chefsminister (engelska Chief Executive) 2017-2022.
Hon har fått många olika erkännanden, särskilt på grund av sin långa karriär som tjänsteman. 2012 blev hon hedersdoktor i samhällsvetenskap vid Lingnan University, och 2015 utnämndes hon till officer i den franska Hederslegionen. Hon har också förärats hederstiteln 'fellow' vid Wolfson College i Cambridge. Under Hongkong-protesterna 2019 demonstrerade universitetets studenter mot Lams hederstitel, och tre medlemmar i House of Lords bad universitet ledning att upphäva den.

## Bakgrund och privatliv
Lam studerade vid Hongkongs universitet samt Universitetet i Cambridge (där hon mötte sin nuvarande make, matematikern Lam Siu-por). Hennes make och två barn har behållit sina brittiska medborgarskap men Lam avslutade sitt 2007.
Lam hör till den katolska kyrkan. Hon valde att inte bli medlem i det kommunistiska partiet, eftersom partimedlemmar förväntas vara ateister.

## Som tjänsteman
Efter sina studier arbetade Lam som tjänsteman i brittiska Hongkong på 1980-talet. 
I 2004 utnämndes Lam till generaldirektör till London Hong Kong Economics Trade Office, som representerar Hongkongs ekonomiska intressen i London.
Sammanlagt har Lam under 36 års tid innehaft 20 olika ämbetsposter. Dessa inkluderar:
- Sekreterare för utveckling
- Permanent sekreterare för bostad, planering och marker
- Permanent sekreterare för inre frågor
- Direktör för social välfärd
- Huvudsekreterare för administration

## Hongkongs chefsminister
Carrie Lam utsågs till chefsminister 2017. Hon är den första kvinnan på posten, och hon avlade sin tjänsteed den 1 juli. I sitt installationstal lovade Lam att ordna upp den ekonomiska fördelningen i staden.
Lams första kontrovers inträffade redan några veckor efter hennes installation, då fyra prodemokratiska medlemmar i Hongkongs lagstiftande församling (LegCo) avlade sin tjänsteed på ett avvikande sätt. Detta ledde till ogiltigförklarande och utredning av domstol. Lam beslutade att låta avsluta utredningen.

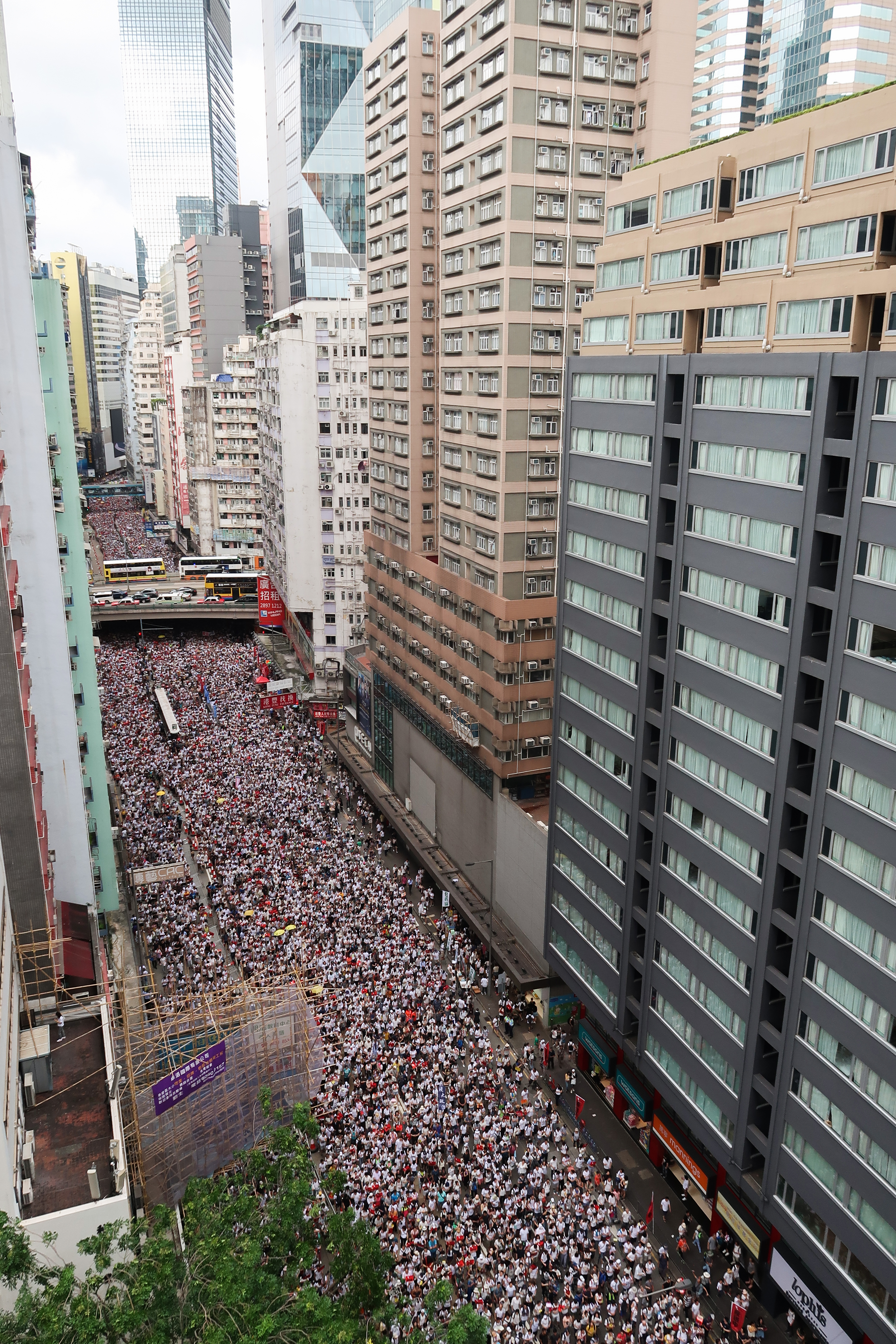
Demonstranterna i Hongkong i den 9 juni 2019.

Sedan Hongkong-demonstrationerna har Lams status varit vacklande. En hemlig röstinspelning, där Lam sade att hon skulle avgå om hon fick tillfälle, läckte ut till offentligheten i september 2019. Dessutom sade Lam att det varit svårt för henne att gå till frisören, eftersom demonstranter följt efter henne och på sociala medier spritt information om var hon befunnit sig. I december 2019 försökte en grupp prodemokratiska LegCo-representanter genomföra ett initiativ att avsätta henne. Enligt representanterna hade Lam inte tagit sitt ansvar gällande protesterna..